# Pyrrhocorax
Pyrrhocorax er en slægt af fugle i familien af kragefugle med to arter, der hovedsageligt er udbredt i Asien og Europa. 

## Arter
De to arter i slægten:
- Alpekrage (Pyrrhocorax pyrrhocorax)
- Alpeallike (Pyrrhocorax graculus)